# Германский Исторический институт в Риме
Германский Исторический институт в Риме (с 1890 года Königlich Preussisches Historisches Institut) — учреждение, основанное в 1888 году прусским министерством народного просвещения для производства в Италии, и прежде всего в ватиканском архиве в Риме, открытом для учёных в 1881 году, изысканий по истории Германии. Институт подчинён комиссии, избираемой Берлинской академией наук; членами её были первоначально Генрих Зибель, Вильгельм Ваттенбах и Эрнест фон Вейцзекер.
В Риме во главе Института стоит секретарь. Главной задачей института является издание отчётов папских нунциев в Германии эпохи реформации («Repertorium Germanicum»).